# Lone Hansen
Lone Hansen (født 1. april 1961) er direktør for Team Danmark og tidligere direktør for Anti Doping Danmark. Hun er cand.scient. i idræt og ph.d. fra Københavns Universitet. Lone Hansen har været landstræner og sportschef i Dansk Karate Forbund, har selv deltaget som udøver på karatelandsholdet og været danmarksmester i karate flere gange.

## Citater af Lone Hansen

### Om jobbet som direktør for Team Danmark
"Egentlig har jeg altid haft den her stilling stående som det, jeg nok skulle på et tidspunkt. Når jeg ser tilbage på mit liv, har alt, jeg har foretaget mig, faktisk sporet mig frem imod, at jeg kan sidde her i dag."

### Om den danske elitesportsmodel
"Jeg holder meget af den danske model for elitesport. Jeg kunne selv have en elitesportskarriere på landsholdet i 10 år, tage en akademisk uddannelse og stifte familie på samme tid. Jeg føler, at jeg selv kunne være som et helt menneske i den danske model."

### Om sine skakevner og strategiske sans
"Det her med skakken viser nok, at jeg altid har været en god strategisk tænker, så jeg hurtigt kan kondensere, hvad der skal til for at komme et bestemt sted hen. Det er vigtigt som leder."

### Om at være kvinde i sportens mandeverden
"En stor del af min (karate)træning var at stille op i mændenes klasser ... Og så få nogle bank. Det lærte jeg meget af, for så blev teknikken og taktikken ekstremt vigtig."
"Jeg har også været nødt til at gå ud i omklædningsrummene (mændenes omklædningsrum), for hvis jeg skulle være med i det sociale liv omkring karaten, var det der, det foregik."
"Jeg insisterer også på, at jeg ikke er mand. Det lyder måske selvfølgeligt, men det er faktisk væsentligt, for der er ingen grund til, at vi gør det samme, når nu vi rent faktisk er forskellige."

### Om at paralympicsatleter får en mindre medaljebonus, end OL-deltagere
"Når der er forskel i medaljebonus, så er det fordi, at man ikke kan sammenligne Paralympics og OL direkte. Paralympics er ikke en olympisk begivenhed, og der er ret stor forskel i både økonomi og udbredelse."

## Fakta om Lone Hansen
- måler 154 cm
- tilbragte sine første leveår i landsbyen Nørre Broby på Fyn, inden familien flyttede til København
- foruden karate har hun dyrket fodbold, springgymnastik og skak
- begyndte at spille skak som femårig og blev bedre end sin storebror. Hun spillede skak i ti år
- begyndte at dyrke karate, da hun var 14 år og træner stadig et par gange om ugen
- der var meget få kvinder i karate, da hun begyndte at træne i 1970’erne, så hun var nødt til at kæmpe mod mændene
- både privat og som karateudøver dannede hun i en periode par med Kai Lundager, som var 11-dobbelt danmarksmester samt europa- og verdensmester i karate. Han døde i 2010

## Karriere
- 2015 (februar) Direktør, Team Danmark
- 2011-2014 Direktør, Anti Doping Danmark
- 2007-2011 Teamleder for sportsfysiologi, Team Danmark
- 2005-2007 Forsker ved Det Nationale Forskningscenter for Arbejdsmiljø
- 2004-2005 Forsker, Retsmedicinsk Institut, Københavns Universitet
- 2002-2004 Adjunkt, Medicinsk Anatomisk Institut, Københavns Universitet
- 1999-2002 Forskningsadjunkt, Institut for Idræt og Biomekanik, Odense Universitet og amanuensis ved Institut for Idræt, Københavns Universitet
- 1998-1999 Postdoc samt amanuensis, Institut for idræt, Københavns Universitet

## Uddannelse
- 2007-2010 Diplomuddannelse i ledelse og organisation, Syddansk Universitet og Djøf
- 2001 Adjunktpædagogikum
- 1995-1998 Ph.d., KU. Emne: Elitetrænings indflydelse på børn og unges fysiske udvikling
- 1992 Cand.scient. med idræt som hovedfag, Københavns Universitet
- 1986 Bifagseksamen i dansk og massekommunikation, Københavns Universitet
- 1982 Idrætspædagog, Paul Petersens Institut for Legemsøvelser

## Sportsudøver og træner
- 2001-2004 Sportschef, Dansk Karate Forbund
- 1998-2001 Landstræner, Dansk Karate Forbund
- 1992-1997 Centerleder, Dansk Karate Forbunds Talentudviklingscenter
- 1982-2001 Bestyrelsesmedlem, Shotokan Karate International (SKIF)
- 1997-2002 Underviser, Idrættens Træner Akademi, Odense Universitet
- 1979 Danmarksmester i karate for første gang
- 1976-2001 Karatetræner, TIK Karate-Do (nu Taastrup Karate) og Musashi Shotokan Karate-Do sammen med Kai Lundager
- 1975 Begynder at dyrke Shotokan Karate